# 1983年のテレビ (日本)
1983年のテレビ（1983ねんのテレビ）では、1983年（昭和58年）の日本におけるテレビジョン放送全般の動向についてまとめる。

## 主なできごと
テレビ愛知(TVA)、新潟テレビ21(NT21)、テレビユー福島(TUF)が開局。
TVAは9月1日、NT21は10月1日、TUFは12月4日にそれぞれ開局。これにより、愛知県は民放5系列5局の、新潟・福島両県は民放4系列4局のフルネット化が完了。

## 番組関係のできごと

### 1月
- 1日 - TBS系で、『8時だョ!全員集合』の元日特別版『ドリフの初笑い!!お正月だョ!全員集合』を19:30 - 20:54に放送。
- 1日・2日 - フジテレビ系で新春恒例特別番組『第20回新春スターかくし芸大会』を放送。この回より1987年放送の第24回まで1・2部構成となる。
- 7日 - フジテレビ系で山田太一作のドラマ『早春スケッチブック』（出演：岩下志麻、ほか）が放送開始（ - 3月25日）。
- 9日
  - NHK大河ドラマ第21作『徳川家康』（原作：山岡荘八「徳川家康」、脚本：小山内美江子、出演：滝田栄ほか）放送開始（ - 12月18日）。
  - 日本テレビ系、日曜日のバラエティ番組が改正。夕方の『笑点』で、前年末に死去した三波伸介に代わる4代目司会者に5代目三遊亭圓楽が就任[1]（2005年10月16日まで司会を担当[2]）。13:00ではビートたけし司会のバラエティ番組『スーパーJOCKEY』放送開始（ - 1999年3月）。当初は前番組『TVジョッキー （わんわんふぁいぶ→）日曜大行進』同様の視聴者参加型番組だったが、後に「THEガンバルマン」や「熱湯コマーシャル」などがメインの番組に代わった。
- 15日 - 日本テレビ系で、前年（1982年）10月24日に、東京厚生年金会館でのポール・モーリアのライブ公演を収録した特別番組『サウンドコレクション「サンスター・ポール・モーリア・スペシャル」』をステレオで放送（サンスター一社提供）[3]。公演の模様は後に音楽ソフトや映像ソフトでも発売された。音声収録には米3M社製の32チャンネルのマルチ・デジタル録音機を使用。前年の毎日放送（TBS系）の特番『小澤征爾と春の祭典・迫真のPCMライブ』に次ぐ、テレビ番組でのデジタル録音機による音声収録のはしりとなる。
- 23日 - 第1回全国都道府県対抗女子駅伝競走大会が京都で開催され、NHK総合で中継する[4]。
- 24日 - 『NHK特集』で、1979年の日本シリーズ『広島対近鉄』第7戦での広島・江夏豊投手（1979年当時）[注 1] の力投に密着した『スポーツドキュメント 江夏の21球』を放送。

### 2月
- 11日 - TBS系金曜ドラマ枠で、大人の恋愛をテーマにしたホームドラマ『金曜日の妻たちへ』がこの日から開始（ - 5月13日）。以後1985年までシリーズ3作が製作され、“金妻”という言葉が流行語となる。
- 14日 - 20日 - NHK教育で、テレビ放送開始30周年を記念した特集番組『テレビジョン その時代』を1週間に亘って放送[5]。
- 15日 - フジテレビ系『火曜ワイドスペシャル』の人気シリーズ『ドリフ大爆笑'83』（ザ・ドリフターズ出演）のオープニング・エンディングが、この日の放送回より6代目のものに変更される。以後2003年12月23日放送の特番『40年だよ!!ドリフ大爆笑』で新たに録り直される[注 2] まで約20年にわたり6代目OP・EDが使用された。

### 3月
- 1日 - 日本テレビ系、『火曜サスペンス劇場』がこの日の放送から、目の不自由な人向けの副音声による解説放送「アイ・パートナー」を実施。
- 7日 - テレビ朝日系で、それまで月〜土18:50と日曜9:30の『藤子不二雄劇場』で放送されていたテレビアニメ『忍者ハットリくん』が、この日より月曜19時台前半での放送となる。なお『藤子不二雄劇場』の新作『パーマン』開始までの1ヶ月間は3枠で放送していたが、『パーマン』開始に伴い月曜19時台へ一本化（ - 1985年3月、その後『藤子不二雄ワイド』へ移行）。
- 25日 - TBS系金曜8時枠の『桜中学シリーズ』がこの日放送の『3年B組貫八先生』（川谷拓三主演）をもって終了[注 3]。
- 27日 - TBS系で1972年10月1日から放送された、電電公社一社提供のクラシック系音楽番組『オーケストラがやってきた』が、この日の放送をもって終了。1972年10月の放送開始から10年半、544回放送された[6]。代わって4月3日からは、同じく電電公社（後に民営化でNTTに変更）一社提供による教養アニメ『ミームいろいろ夢の旅』（ - 1985年9月29日）を開始する。
- 30日、31日 - TBS系の連続ドラマ枠のうち、水曜8時枠及び、木曜10時枠の『木曜座』（毎日放送制作）の2枠が廃枠（後述の4月新番組開始に伴う）。

### 4月
- 3日
  - 日本テレビ系で、ゆでたまご原作・東映動画（後の東映アニメーション）製作によるプロレスヒーローアニメ『キン肉マン』が放送開始（ - 1986年10月1日）。
  - フジテレビでこの日未明から深夜バラエティ番組『オールナイト・フジ』が放送開始[7]。女子大生ブームのきっかけを作った（ - 1991年3月30日）。
  - フジテレビ系では同日、『ハクション大魔王』（1969年 - 1971年）以来、約13年半に渡ってタツノコプロ制作テレビアニメを放送していた日曜18時台前半に、スポーツ情報番組『サントリー スポーツ天国』を設置。これに伴い、同年1月に開始し継続中の『未来警察ウラシマン』が『タイムボカンシリーズ 逆転イッパツマン』の次番組として土曜18時30分枠に移動、『タイムボカンシリーズ』シリーズ新作『イタダキマン』は9日より土曜19時30分枠でスタートする。だが、同年9月24日の放送を以って打ち切られ、遂に8年続いたシリーズが終結した[注 4]。また『スポーツ天国』も1985年10月6日から『スポーツ特Q』に変更するも、1986年9月28日で終了し、フジ系の日曜18時台前半は3年半でアニメ枠に復帰した。
- 4日
  - NHK朝の連続テレビ小説第31作『おしん』（橋田壽賀子作）放送開始[8]。平均視聴率52.6%、最高視聴率62.9%（関東地区、ビデオリサーチ調べ）を記録（ - 1984年3月31日）。
  - テレビ朝日系『藤子不二雄劇場』が、この日より『忍者ハットリくん』から『パーマン』へ交代[注 5]。月〜土の『藤子不二雄劇場』が18:45 - 19:00と5分拡大、この編成の影響により『ANNニュースレーダー』は18:25 - 18:45と5分繰上げし、これに伴い、土曜18:00放送の『スーパー戦隊シリーズ』（当時は『科学戦隊ダイナマン』）は、放送時間が5分縮小され、18:00 - 18:25での放送となった[注 6]。
- 7日
  - TBS系の歌謡番組『ザ・ベストテン』の5周年記念特番『ザ・ベストテンフェスティバル』（19:30 - 21:54）を放送。5周年通算ベストテン第1位は山本譲二の「みちのくひとり旅」。
  - 毎日放送・TBS系で大橋巨泉司会のワールドクイズ番組『世界まるごとHOWマッチ』放送開始（ - 1990年3月）[7]。当初は木曜22時枠だったが、1年半後の1984年10月より20時枠へ移動となる。
- 8日 - NHK（関東・甲信越地区）で紀行番組『いっと6けん小さな旅』が放送開始（2010年4月3日より全国放送へ移行、2019年現在も継続中）。
- 9日 - テレビ東京系で『メガTONスポーツTODAY〜プロ野球速報〜』放送開始。22:30からの放送ということもあり、放送開始時は「日本一早いスポーツワイドニュース」をキャッチフレーズにしていた[9][10]。
- 11日 - TBS系で水戸光圀役の東野英治郎の最終シリーズ『ナショナル劇場』・時代劇『水戸黄門 第13部』が最終回を迎え、1978年（昭和53年）8月7日の放送の第9部より渥美格之進役を務めた大和田伸也が降板。足かけ4年間8か月132回の出演だった。
- 13日
  - NHK教育テレビで児童向け教育番組『おーい!はに丸』が放送開始[11]（ - 1989年3月）。
  - TBS系水曜20時枠で、関口宏司会の動物をテーマにした教養クイズ番組『わくわく動物ランド』が放送開始（ - 1992年3月25日）。
- 18日 - 毎日放送・TBS系の土曜朝のワイドショー『八木治郎ショー・いい朝8時』の総合司会を務めていた元NHKアナウンサーの八木治郎がこの日、出張先の福岡市で急逝（享年57）。亡くなる2日前の4月16日放送分が八木最後の出演[注 7] となった。4月23日には八木の追悼企画を放送し、『すてきな出逢い いい朝8時』のタイトルで再スタートを切り、8月6日から声楽家の立川清登[注 8] を新司会陣に迎えた。2001年9月[注 9] まで続いた。また八木が聞き手としてレギュラー出演していた同局系動物ドキュメンタリー番組『野生の王国』は小池清（当時同局アナウンサー[注 10][注 11]）が八木の後任を務めた。
- 26日 - テレビ朝日火曜9時枠の連続ドラマ『柳生十兵衛あばれ旅』（主演：千葉真一、全26話）がこの日最終回を迎え、同枠の時代劇が終了。翌週から歌謡番組『ザ・ベストヒット'83』が放送開始（ - 9月）。

### 5月
- 2日 - テレビ東京系で、生活情報とテレビショッピングを融合させた三越一社提供の情報生番組『レディス4』を放送開始。高崎一郎の司会で長年にわたって親しまれ、その後柴俊夫→大島さと子と司会が交代、2012年9月28日まで約29年に亘って続く長寿番組となった（同年10月1日より『L4 YOU!』と改題）。
- 9日 - 日本テレビが関東ローカルながら、女性アナウンサー単独司会による初の早朝枠帯情報番組『ルンルンあさ6生情報』を放送開始（ - 1992年3月27日）。初代MCは井田由美（当時日本テレビアナウンサー）。
- 10日 - 東映太秦映画村でTBS系の『ナショナル劇場』・時代劇『水戸黄門 第14部』の撮影が開始され西村晃、里見浩太朗、伊吹吾郎、高橋元太郎、中谷一郎の他に佐々木志乃役の山口いづみと第1回東映ミス映画村に選ばれた片山由香がレギュラーとして参加。
- 16日 - 日本テレビ系月曜スター劇場枠で、テレビドラマ『源さん』（主演：宇津井健）が放送開始。（ - 9月26日）。
- 26日 - この日昼前、秋田県能代市沖を震源とする日本海中部地震が発生。NHKや民放各局は終日この地震関連報道一色となった。

### 6月
- 1日 - 日本テレビ系の『水曜ロードショー』の解説者で、映画評論家の水野晴郎が第13回参議院議員通常選挙に出馬するため、この日の放送（放送された作品は邦画『獣たちの熱い眠り』）を最後に一旦降板。降板期間中は愛川欽也、堀貞一郎が代理を務めた。なお、水野は1985年4月3日放送分（放送作品は米国映画『クレイマー、クレイマー』）から復帰した（同年10月4日より『金曜ロードショー』に曜日移動し、1997年3月28日の『Shall we ダンス?』を最後に卒業）。
- 14日 - フジテレビ系『火曜ワイドスペシャル』でこの日『笑っていいとも!』初のゴールデンタイムスペシャル版『タモリの笑っていいとも!特大号 夜にもひろげよう友達の輪ッ!』を放送。なお『笑っていいとも!特大号』が夜の放送となるのはこの回からで（1984年12月より年末恒例となる）、2014年の『いいとも!』放送終了日の特番までおよそ30年半にわたって続く[注 12]。
- 28日 - 日本テレビ系の刑事ドラマ『太陽にほえろ!』のスコッチこと滝隆一役や、探偵コメディドラマ『俺たちは天使だ!』のCAPこと麻生雅人役などで知られる俳優の沖雅也がこの日の早朝、東京都新宿区の京王プラザホテルの屋上から飛び降り自殺した（享年31）。民放各局のワイドショーは内容を大幅に変更し、突然の訃報を大きく取り上げた。当日放送分の『大奥』（関西テレビ制作・フジテレビ系）と翌29日放送の日立テレビシティ『蒲田行進曲・後篇』（TBS系）では、番組最後に両作品に出演していた沖を追悼するテロップが流れた。なお、沖の最後の出演作品は7月25日から29日放送の銀河テレビ小説『つかこうへいの“かけおち'83”』（NHK総合）であった。

### 7月
- 1日 - 日本テレビにてぴえろ魔法少女シリーズ第1作・『魔法の天使クリィミーマミ』が放送開始。
- 25日 - NHK総合で放送中の連続テレビ小説『おしん』で、少女編の再放送の要望が高かったため、この日から8月17日まで少女編36回の再放送を月曜日から金曜日の18:00 - 18:30に2話ずつNHK総合で放送した。また、8月15日から20日まで『おしん』を1週間休止し、その番外編である『もうひとりのおしん』を6回にわたり放送した[12]。

### 8月
- 7日 - 14日 - 第1回世界陸上競技選手権大会がフィンランド・ヘルシンキで開催され、同大会をテレビ朝日系で独占中継放送。
- 28日
  - 日本テレビがこの日開局30周年を迎え、開局30周年記念番組『テレビから生まれた歌・30年!』を『日曜スペシャル』内で放送。
  - TBS系『JNN報道特集』ではこの日「アキノ白昼の暗殺」を放送、8月21日に暗殺されたフィリピンの政治家ベニグノ・アキノ・ジュニアに同行取材、フィリピン軍兵士に連行される様子と銃声を収録し事件の真実に迫った[13][14]。

### 9月
- 1日 - 大韓航空機撃墜事件がこの日朝発生。NHKや民放各局は終日この報道を中心に伝えた。
- 18日 - テレビ朝日系のクイズ番組・『象印クイズ ヒントでピント』で産休していたハート軍キャプテン・作家の栗本薫（当時：中島梓）が復帰[15][16]。
- 24日 - TBS系のクイズ番組『クイズダービー』が400回を迎えた。ゲストは初代3枠の漫画家の黒鉄ヒロシ。竹下景子は産休の為市毛良枝が代理を務めた。また1981年9月26日放送分より2枠を務めた宮崎美子が降板。足掛け2年出演。
- 25日
  - 日本テレビ系で1971年（昭和46年）から続いた『スター誕生!』が終了、12年の歴史に幕。
  - 毎日放送制作・TBS系のクイズ番組『アップダウンクイズ』の2代目司会者、小池清（同局アナウンサー、当時）[注 11]がこの日の放送をもって卒業。

### 10月
- 2日 - フジテレビ系のミニ紀行・グルメ番組『くいしん坊!万才』が、この日より前週までの週5回から週4回放送となる（詳細はくいしん坊!万才#放送曜日を参照）。
- 3日 - フジテレビ系平日昼の帯ドラマ枠『ライオン奥様劇場』（ライオン一社提供）がこの日よりタイトルを『ライオン午後のサスペンス』へ改題、リニューアル。最初の作品は『殺さないで!あなた』（出演：酒井和歌子ほか）（翌1984年4月に『ライオン劇場』に再改題し、半年後の9月に終了）。
- 8日 - TBS系『クイズダービー』の2枠解答者に斉藤慶子が登板。
- 9日
  - 毎日放送・TBS系『アップダウンクイズ』の3代目司会者に歌手で俳優の西郷輝彦が登場、『新アップダウンクイズ』にリニューアルする（翌1984年春に『アップダウンクイズ』に戻り、1985年10月6日に番組終了となる）。
  - 大阪の民放テレビ5局（毎日放送・朝日放送・関西テレビ・読売テレビ・テレビ大阪）が大阪築城400年まつりのオープニングパレード（御堂筋パレード）をリレー放送。5局によるリレー放送は初の試みとなった[17]。
- 10日 - テレビ東京系平日19時枠にテレビアニメ『まんがイソップ物語』、19:15にテレビアニメ『あらいぐまラスカル』（再放送）[注 13]、そして20時枠に情報番組『5夜連続シリーズ スーパーTV』が揃って放送開始[7]、ゴールデンタイムに3本の帯番組が設置された。
- 11日
  - フジテレビ系『火曜ワイドスペシャル』で、恒例特番『第21回オールスター紅白大運動会』を放送。前年開催の第20回に引き続き、19:00からの2時間番組として放送された。なお1970年から同番組の総合司会を務めた土居まさるは今回をもって総合司会を卒業し、次回の第22回（1984年）とその次の第23回（1985年。最終放送）からは、実況役のみのもんたが実況兼任で引き継ぐ。
  - テレビ大阪・テレビ東京系で釣りを題材にしたドキュメンタリー番組『THE フィッシング』が放送開始（2023年現在も継続中）。
- 12日 - ロッキード事件の丸紅ルートで受託収賄罪などに問われた元内閣総理大臣の田中角栄の第一審判決公判がこの日行われ、NHKや民放各局は午前中に同公判の報道特別番組を放送。田中に実刑判決が言い渡された後、午後の民放各局ワイドショーは田中公判関連の話題を中心にした内容となり、夕方から夜にかけても定時ニュースの放送時間拡大や報道特別番組などを編成した。前代未聞の「総理の犯罪」に判決が言い渡された日の、夕方以降の各局の対応は次の通り。
  - NHK総合『ニュースセンター9時』は放送時間を1時間繰り上げ『ニュースセンター特集 田中に懲役4年、衝撃列島を走る〜政治家田中この7年の軌跡』（20:00 - 22:00）として田中公判関連のニュースを中心に伝えた[18]。このため、21時40分からの銀河テレビ小説『青春前後不覚』は20分繰り下げて22時から放送された。
  - 日本テレビ系は『NNN JUST NEWS』を1時間繰り上げて『JUST NEWSスペシャル・総理の犯罪に断!田中被告徹底追跡』を放送。また『11PM』枠で『11PM報道スペシャル どうなる田中権力・判決その衝撃と波紋』が放送された。
  - TBS系は『JNNニュースコープ』の放送時間を18時からの2時間枠に拡大して『ニュースコープスペシャル特集・田中判決』が放送された。
  - フジテレビ系は、23時から『FNN報道特別番組 どうなる田中支配!衝撃ドキュメント&激突討論』が放送された。
  - テレビ朝日系は『ANNニュースレーダー』の放送時間を1時間繰上げ『ロッキード特集・田中元首相に判決』が放送され、23時に『報道スペシャル・田中角栄実刑4年の衝撃波』が放送された。
- 18日 - TBS系火曜8時枠で大映テレビ製作による旅客機の客室乗務員を舞台としたドラマ『スチュワーデス物語』（出演：風間杜夫・堀ちえみ他）が放送開始。「教官!」の台詞が流行語となる（ - 1984年3月27日）。
- 31日 - TBS系で2代目水戸光圀役・西村晃と3代目渥美格之進役・伊吹吾郎を迎えた『ナショナル劇場』・時代劇『水戸黄門 第14部』がスタート。

### 11月
- 10日 - TBS系『ザ・ベストテン』が放送300回を記念し、長崎県から公開生放送。当日第1位は杏里の「CAT'S EYE」[19]。

### 12月
- 25日 - テレビ朝日系のクイズ番組『象印クイズ ヒントでピント』でハート軍4枠を務めた元女子プロレスラーのマッハ文朱[注 14]、また番組開始当初からスペード軍3枠を務めた映画監督・黒澤明の長男で映画プロデューサーの黒澤久雄が[注 15] それぞれ降板[20]。
- 29日 - TBS系『ザ・ベストテン』の年末3時間特番『さよなら1983 ザ・ベストテン豪華版』を放送。年間ベストテン第1位は細川たかしの「矢切の渡し」で、細川は前年に続き2年連続で年間第1位を獲得。平均視聴率は前年より上昇し39.7%（関東地区、ビデオリサーチ調べ）を記録。
- 30日 - フジテレビ系『くいしん坊!万才』の4代目くいしん坊を務めた俳優の宍戸錠がこの日の放送をもって卒業。宍戸は1982年1月1日から2年間、約509回にわたる出演だった[21]。
- 31日
  - 『第34回NHK紅白歌合戦』放送。司会は紅組は黒柳徹子、白組は鈴木健二（NHKアナウンサー、当時）がそれぞれ務めた他、総合司会をタモリが務めた（NHKアナウンサー以外の総合司会は初）。平均視聴率は74.2%（関東地区、ビデオリサーチ調べ）。
  - 日本テレビ系で、高校生視聴者参加型クイズ番組『全国高等学校クイズ選手権』をこの年から開始。1985年までは夏と大晦日の年2回だったが、1986年より8月下旬または9月上旬の年1回に変更、2019年現在も継続中。
  - TBS系で『輝く!第25回日本レコード大賞』放送（18:30〜20:54）。大賞は細川たかしの「矢切の渡し」で、細川は史上初の大賞2連覇を達成。また1969年の第11回から日本レコード大賞の司会を務めた高橋圭三がこの年で同番組の司会を卒業した[注 16]。なおこの日は土曜日で、19:00の『まんが日本昔ばなし』（毎日放送制作）、19:30の『クイズダービー』、20:00の『8時だョ!全員集合』が休止（『レコ大』での休止は1977年以来）[注 17]。

## その他テレビに関する話題
- フジテレビが（在京民放局で）前年から続く2年連続の年間視聴率3冠を達成。『オレたちひょうきん族』や『笑っていいとも!』等のバラエティの好調も要因の一つとなった。
- 3月1日 - 沖縄テレビ放送（OTV）が那覇市久米から同市久茂地に移転[注 18]。
- 3月17日 - 学習研究社（後の学研ホールディングス）からテレビ専門誌『TV LIFE』創刊（その後発行元はワン・パブリッシングに変更）。当初は週刊誌[22] として刊行され、その後隔週誌となる。
- 3月31日 - 福島テレビ（FTV）がこの日をもってTBSをキー局とするJNNを脱退、『JNNニュースコープ』などのJNN報道番組がFTVでは全て終了。
- 4月1日
  - 岡山県のみを放送対象地域としていた山陽放送（後のRSK山陽放送）が香川県での放送を開始。また香川県のみを放送対象地域としていた西日本放送（RNC）も岡山県での放送を開始した（第2次岡山・香川相互乗り入れ）。(詳細は岡山県・香川県の放送を参照）。
  - 前日にJNNを脱退した福島テレビがフジテレビをキー局とするFNSの単独ネットに一本化（一部番組を除く）、同時にFNNにも加盟。但しTBS系列の番組の大半が視聴者保護の観点から9月30日まで同時ネットで放送された。
- 9月1日 - テレビ愛知（TVA）開局[23]。全国の民放テレビ局では100局目、愛知県域第5局、テレビ東京系列では3局目の開局となった。これにより、愛知県の民放5系列5局のフルネット化が完了。

- 10月1日

北海道文化放送（UHB）のCIロゴ

  - 新潟テレビ21（NT21、後のUX）開局[24]。新潟県域第4局、テレビ朝日系列（フルネット局）では12局目の開局となった。これに伴いフジテレビ系列とテレビ朝日系列のクロスネット局だった新潟総合テレビ（後のNST新潟総合テレビ）はフジテレビ系列の単独ネット局に移行。これにより、新潟県の民放4系列4局のフルネット化が完了。
  - 北海道文化放送（UHB）がCIロゴ導入（2025年現在も使用中）。
- 12月4日 - テレビユー福島（TUF）開局[25]。福島県域第4局、TBS系列局では25局目の開局。福島テレビがフジテレビ系列にネットチェンジしてから2ヶ月（報道番組では8ヶ月）振りの福島県のTBS系列局である。これにより、福島県の民放4系列4局のフルネット化が完了。

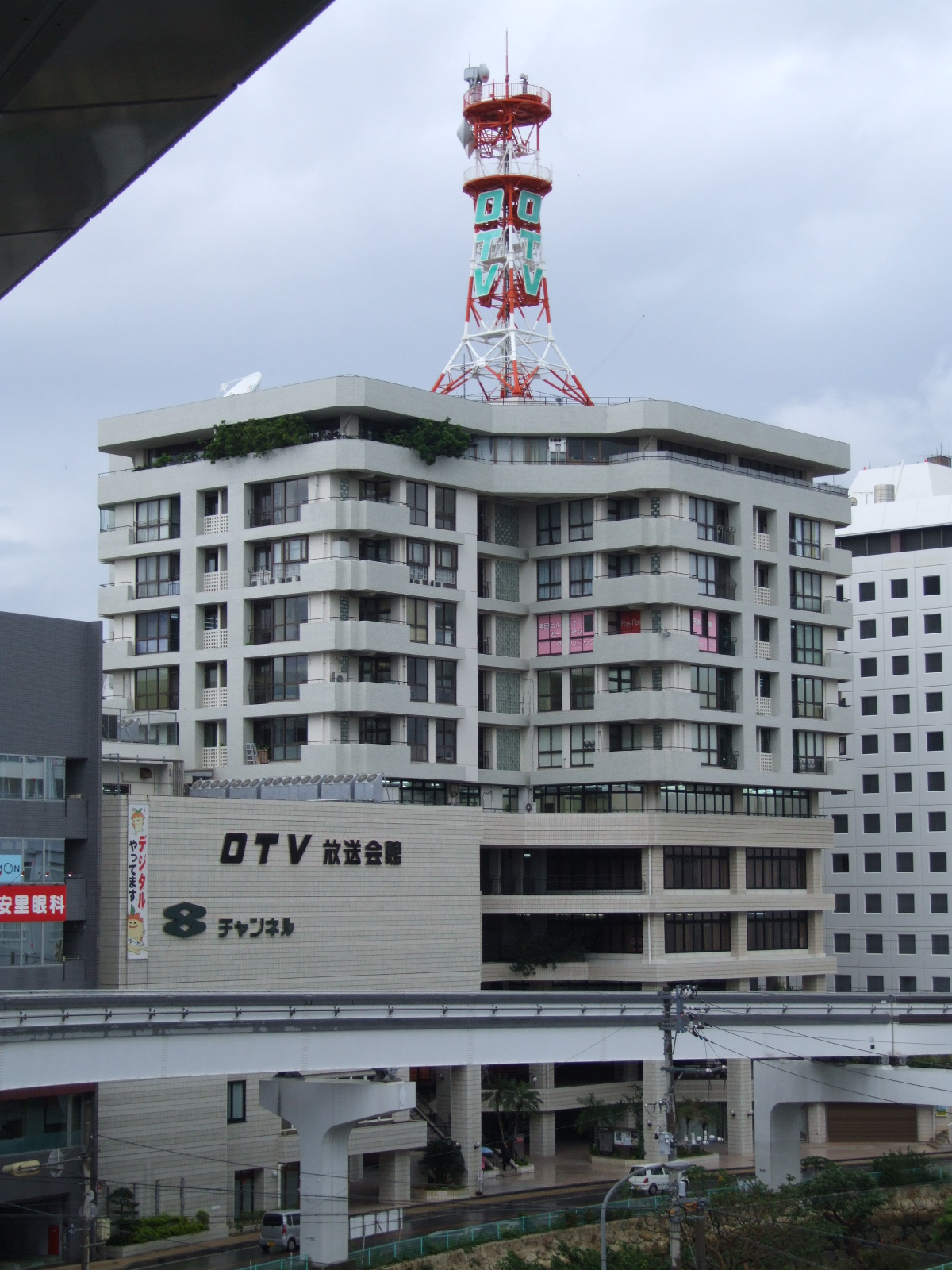
沖縄テレビ放送新社屋 稼働開始（3月1日）
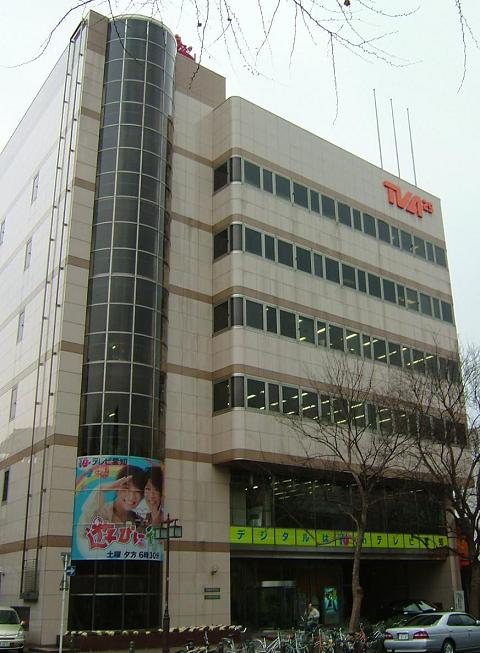
テレビ愛知 （9月1日開局）
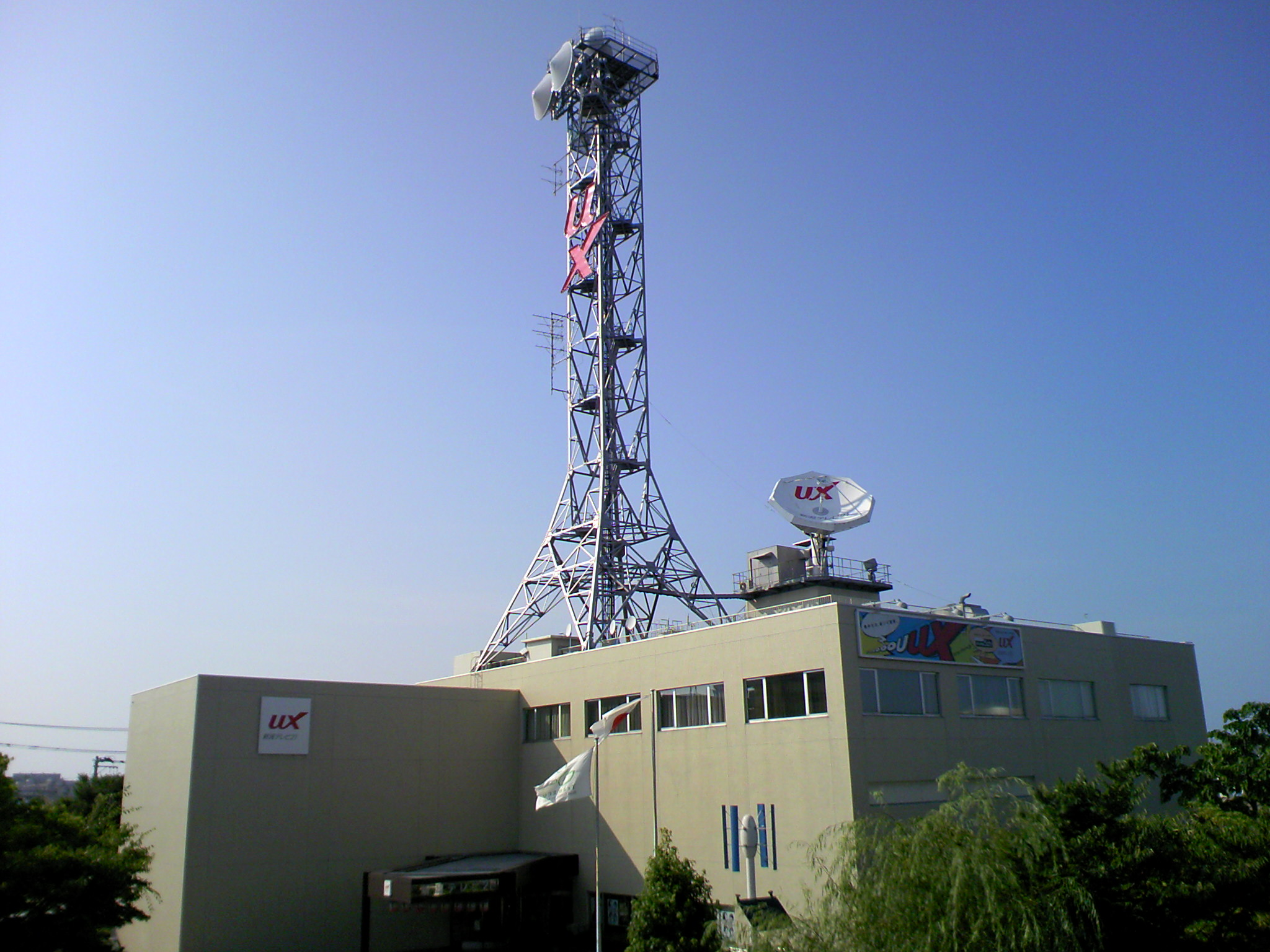
新潟テレビ21 （10月1日開局）
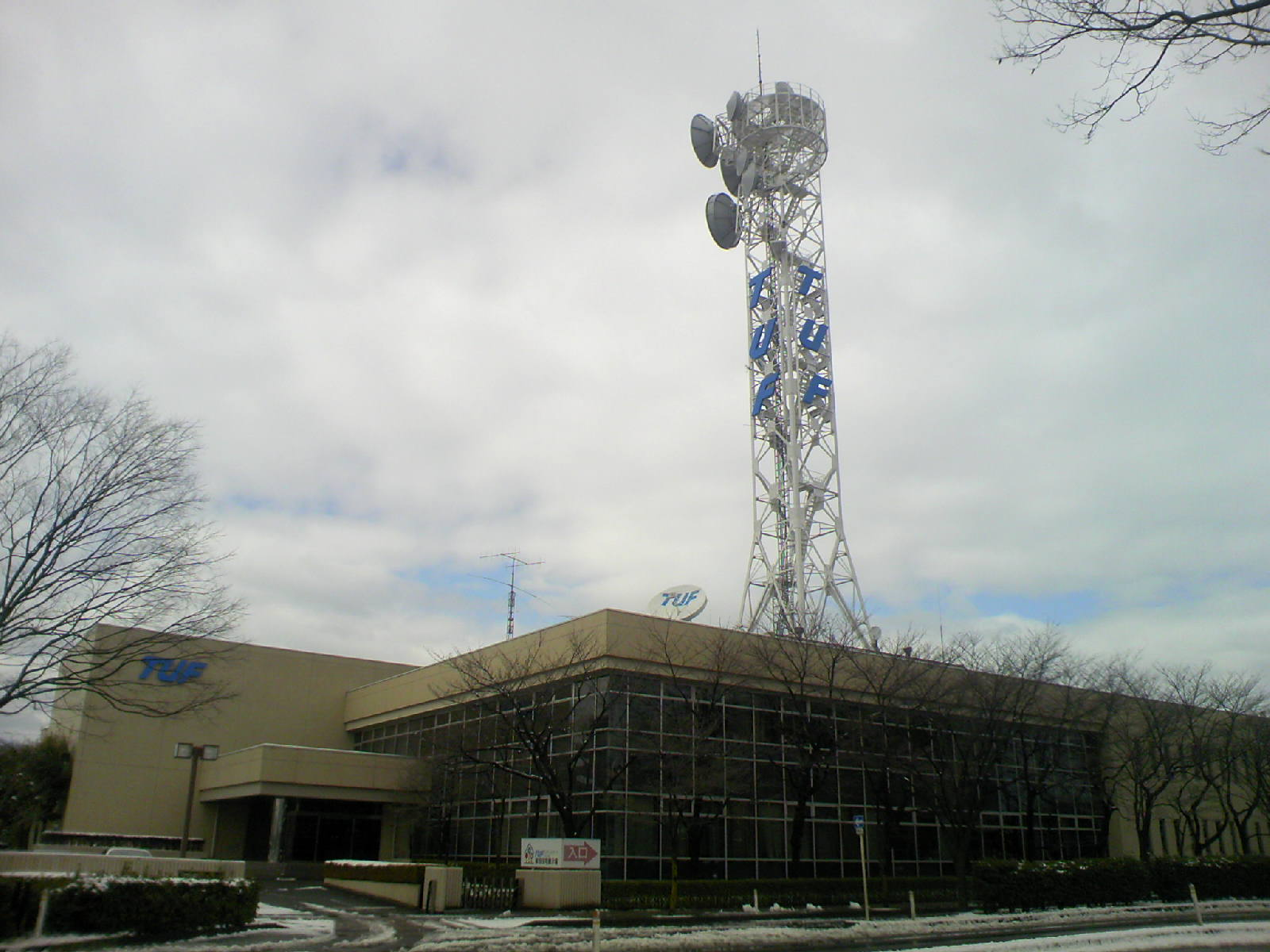
テレビユー福島 （12月4日開局）

## 開局
- 9月1日 - テレビ愛知(サービス放送開始は、8月25日)
- 10月1日 - 新潟テレビ21(サービス放送開始は、9月25日)
- 12月4日 - テレビユー福島(試験放送開始は、11月22日)

## 既存局の音声多重放送開始
- 1月13日 - 熊本放送テレビ
- 3月18日 - テレビ熊本
- 6月4日 - NHK岡山放送局、NHK高松放送局の各総合テレビ[26]
- 6月6日 - NHK静岡放送局の総合テレビ[26]
- 6月9日 - NHK熊本放送局の総合テレビ[26]
- 6月10日 - NHK長野放送局、NHK新潟放送局の各総合テレビ[26]
- 11月3日 - 北海道テレビ放送
- 期日不明 - テレビ静岡

## 周年

### 開局・放送開始
- 2月1日 - 日本放送協会（NHK）テレビジョン本放送開始30周年。
- 2月14日 - NHK熊本放送局教育テレビジョン放送開始20周年。
- 2月20日 - NHK徳島放送局教育テレビジョン放送開始15周年。
- 2月22日 - NHK熊本、鹿児島放送局テレビジョン放送開始25周年。
- 3月1日、RKB毎日放送テレビジョン放送開始25周年[注 19]
- 4月1日
  - 開局20周年 - 福島テレビ
  - 開局10周年 - 奈良テレビ放送
- 6月1日 - 山陽放送テレビジョン放送開始25周年
- 6月29日 - NHK岡山放送局教育テレビジョン放送開始20周年。
- 7月1日
  - 西日本放送テレビジョン放送開始25周年
  - 静岡けんみんテレビ開局5周年
- 8月12日 - 岐阜放送テレビジョン放送開始15周年
- 8月28日
  - 開局30周年 - 日本テレビ放送網
  - 開局25周年 - 讀賣テレビ放送、テレビ西日本
- 10月25日 - 信越放送テレビジョン放送開始25周年
- 11月1日
  - テレビジョン放送開始25周年 - 静岡放送
  - 開局15周年 - テレビ静岡[注 20]
- 11月3日 - 北海道テレビ放送開局15周年
- 11月22日 - 関西テレビ放送開局25周年
- 12月1日
  - テレビジョン放送開始25周年 - 北陸放送、南海放送
  - 開局20周年 - NHK甲府・長崎・宮崎教育テレビジョン
- 12月16日 - 新潟総合テレビ開局15周年
- 12月24日 - 新潟放送テレビジョン放送開始25周年
- 12月25日 - 東海テレビ放送開局25周年

### 番組
- 放送開始30周年
  - 『NHK紅白歌合戦』（NHK総合）[注 21]
- 放送開始20周年
  - 『大河ドラマ』（NHK総合）
  - 『あなたのメロディー』（NHK総合）
  - 『キユーピー3分クッキング』（日本テレビ、1月21日）[注 22]
- 放送開始15周年
  - 『連想ゲーム』（NHK総合）[注 23]
  - 『3時のあなた』（フジテレビ）
  - 『ポーラテレビ小説』（TBS）
  - 『夜のヒットスタジオ』（フジテレビ）
  - 『HTBニュースロータリー』（北海道テレビ）
- 放送開始10周年
  - 『3時にあいましょう』（TBS）
  - 『プロポーズ大作戦』（朝日放送）[注 24]
  - 『ひらけ!ポンキッキ』（フジテレビ）
- 放送開始5周年
  - 『ザ・ベストテン』（TBS）
  - 『ウルトラアイ』（NHK総合）
  - 『24時間テレビ 「愛は地球を救う」』（日本テレビ / NNN・NNS31局）[注 25]
  - 『花の新婚!カンピューター作戦』（関西テレビ）

## 記念回
- 1000回以上
  - 『徹子の部屋』（テレビ朝日）2000回（11月18日[注 26]）
  - 『アップダウンクイズ』（毎日放送）1000回（8月14日[注 27]）
- 500回以上
  - 『8時だョ!全員集合』（TBS） - 700回
  - 『パンチDEデート』（関西テレビ）500回[注 28]
  - 『100万円クイズハンター』（テレビ朝日）500回
- 100回以上
  - 『パネルクイズ アタック25』（朝日放送）400回（2月6日[27]）
  - 『クイズダービー』（TBS）400回（9月24日）
  - 『ザ・ベストテン』（TBS）300回（11月10日[注 29]）
  - 『象印クイズ ヒントでピント』（テレビ朝日）200回（4月3日[28]）

## 視聴率
（※関東地区、ビデオリサーチ調べ）

### スポーツ
1. 第65回全国高等学校野球選手権大会・決勝（NHK総合、8月21日）44.4%
2. '83プロ野球日本シリーズ「巨人×西武」第5戦（日本テレビ、11月3日）41.8%
3. - 大相撲初場所・千秋楽（NHK総合、1月23日 16:33-18:00）41.0%
  - '83プロ野球日本シリーズ「西武×巨人」第2戦（TBS、10月30日）41.0%
4. '83プロ野球日本シリーズ「西武×巨人」第7戦（TBS、11月7日）40.2%
5. 第65回全国高等学校野球選手権大会（NHK総合、8月17日 9:54-10:08）39.9%
6. プロ野球「阪神×巨人」（NHK総合、9月6日 21:11-21:20）39.7%
7. 第65回全国高等学校野球選手権大会（NHK総合、8月17日 10:09-10:29）39.2%
8. - 東京・ニューヨーク友好'83東京マラソン（フジテレビ、2月13日）37.5%
  - 日曜ナイター「巨人×広島」（日本テレビ、6月5日）37.5%
9. 第18回福岡国際マラソン選手権大会（NHK総合、12月4日）36.5%
10. - '83プロ野球オールスターゲーム 第1戦（フジテレビ、7月23日）32.5%
  - '83プロ野球オールスターゲーム 第2戦（フジテレビ、7月24日）32.5%

### ドラマ
1. 連続テレビ小説 おしん（NHK総合、11月12日）62.9%
2. 積木くずし 〜親と子の200日戦争〜（最終回）（TBS、3月29日）45.3%
3. 連続テレビ小説 よーいドン（NHK総合、2月24日）43.1%
4. 大河ドラマ 徳川家康（NHK総合）37.4% ※期間中最高記録
5. おしん・少女編アンコール（NHK総合、8月17日）34.6%
6. ナショナル劇場 水戸黄門 第14部（初回）（TBS、10月31日）34.2%

### 映画
1. ゴールデン洋画劇場『ミラクル・ワールド ブッシュマン』（フジテレビ、4月2日）40.4%
2. 水曜ロードショー『スター・ウォーズ』（日本テレビ、10月5日）32.4%
3. 日曜洋画劇場『スーパーマン』（テレビ朝日、10月9日）32.1%

### アニメ
1. ドラえもん（テレビ朝日、2月11日）31.2%

### バラエティ・歌番組など
1. 第34回NHK紅白歌合戦（NHK総合、12月31日）74.2%
2. もうひとりのおしん（NHK総合、8月17日）50.0%
3. 欽ちゃんのどこまでやるの!?（テレビ朝日、6月22日）42.0%
4. 年忘れ欽ちゃん祭り!!欽ドン!欽どこ!欽曜日のゆく年くる年（テレビ朝日、12月28日）40.1%
5. さよなら1983 ザ・ベストテン豪華版（TBS、12月29日）39.7%
6. 史上最大!第7回アメリカ横断ウルトラクイズ（日本テレビ、11月10日）38.5%
7. なるほど!ザ・ワールド（フジテレビ、12月27日）36.4%
8. 欽ドン!良い子悪い子普通の子おまけの子（フジテレビ、9月19日）34.6%
9. 欽ちゃんの週刊欽曜日（TBS、8月19日）31.7%

### ニュース・報道
1. ゆく年くる年（NHK総合、12月31日）48.7%
2. ニュース・天気予報（NHK総合、11月19日・12月17日 8:30-8:40）44.9%
3. ニュース（台風5号関連）（NHK総合、8月17日 8:30-8:55）42.6%
4. NHKニュースワイド（NHK総合、12月19日）38.8%

## テレビ番組

### テレビドラマ

#### NHK
- 大河ドラマ 徳川家康
- 連続テレビ小説 おしん（出演：小林綾子、田中裕子、乙羽信子、泉ピン子、伊東四朗 他）
- 銀河テレビ小説
  - 夢見る頃を過ぎても
  - 旅びと
  - あなたに首ったけ[29]
  - 青春前後不覚（原作：東海林さだお）

ほか
- だから青春 泣き虫甲子園

#### 日本テレビ系
- 月曜スター劇場
  - 源さん（出演：宇津井健、岸本加世子、長山藍子、林隆三、シブがき隊 他）
  - みんな大好き!（出演：三浦友和、坂口良子 他）
- 金曜劇場
  - 若草学園物語（出演：古尾谷雅人、かとうかずこ 他）
  - 花咲け花子 第2シリーズ（出演：泉ピン子、石野真子、大沢逸美、南田洋子、松原智恵子 他）
- グランド劇場
  - 明石貫平35才（出演：西田敏行、江本孟紀、美保純 他）
  - 天まであがれ!2（出演：石立鉄男、坂口良子、柴田恭兵 他）
  - 事件記者チャボ!（主演：水谷豊）
- 土曜19:00（よみうりテレビ制作）
  - 魔拳!カンフーチェン（主演：高木淳也）
  - 激闘!カンフーチェン（主演：高木淳也）
  - 青春はみだし刑事（主演：高木淳也、堀広道）

#### TBS系
- ポーラテレビ小説
  - おゆう（主演：浜尾朱美）
  - 千春子（主演：永光基乃。同作を最後にポーラ化粧品がスポンサーを降板）
- ナショナル劇場
  - 大岡越前・第7部
  - 水戸黄門・第14部 - 水戸光圀役が西村晃に交代。
- 火曜8時
  - 積木くずし 〜親と子の200日戦争〜（出演：前田吟、小川真由美、高部知子 他）
  - 高校聖夫婦（出演：鶴見辰吾、伊藤麻衣子 他）
  - スチュワーデス物語（出演：風間杜夫、堀ちえみ、片平なぎさ、石立鉄男、山咲千里 他）
- 火曜9時
  - 外科医 城戸修平（出演：中村雅俊、桜田淳子 他）
  - 看護婦日記
- 水曜8時
  - 婦警さんは魔女（出演：榊原郁恵、松崎しげる、国広富之 他）※最終作品
- 木曜座（毎日放送制作）
  - 誰かが私を愛してる（主演：多岐川裕美、野口五郎）※最終作品
- 金曜8時
  - オサラバ坂に陽が昇る（主演：矢崎滋）
  - 家族ゲーム（主演：長渕剛）
  - 青が散る（主演：石黒賢）
- 金曜ドラマ
  - ふぞろいの林檎たち（出演：中井貴一、手塚理美、時任三郎、柳沢慎吾、石原真理子、中島唱子 他）
  - 金曜日の妻たちへ（出演：いしだあゆみ、小川知子、古谷一行、竜雷太 他）
- 木曜19:30
  - ちびっ子かあちゃん
  - 胸キュン探偵団（主演：坂上とし恵）
  - 噂のポテトボーイ（主演：シブがき隊）
- 日曜ファミリードラマ

#### フジテレビ系
- 早春スケッチブック
- さよなら三角（主演：武田久美子）
- エプロンおばさん（主演：富士眞奈美）
- 月曜ドラマランド
- 大奥（関西テレビ開局25周年記念番組）
- ライオン奥様劇場→午後のサスペンス
  - へばちゃんの台所（出演：浅茅陽子、中村れい子 他）[29]
  - あなたの女房よ（出演：沢田雅美、渡辺篤史、菅井きん 他）
  - 殺さないで!あなた（出演：酒井和歌子 他）※「午後のサスペンス」第1回作品

- 東海テレビ制作昼の帯ドラマ
  - 年下のひと（出演：根岸季衣、鳳八千代、戸浦六宏 他）[29]

ほか

#### テレビ朝日系
- 金曜9時枠（朝日放送制作）
  - 赤かぶ検事奮戦記III（主演：フランキー堺）
  - 新・女捜査官（出演：名取裕子、樹木希林、西郷輝彦、火野正平、三島ゆり子）
  - 新ハングマン（出演：名高達郎（後の名高達男）、山城新伍、早乙女愛、小林竜一、平田昭彦）
- 家政婦は見た!（主演：市原悦子）シリーズ開始[注 30]
- 必殺シリーズ（朝日放送制作）
  - 必殺渡し人（第20作。出演：中村雅俊、渡辺篤史、高峰三枝子、西崎みどり、藤山直美）
  - 必殺仕事人IV（第21作。出演：藤田まこと、三田村邦彦、中条きよし、山田五十鈴、鮎川いずみ、ひかる一平 他）
  - 年忘れ必殺スペシャル 仕事人アヘン戦争へ行く 翔べ!熱気球よ香港へ（スペシャル第4作）
- 暴れん坊将軍II（主演：松平健）
- 西部警察 PART-III（出演：石原裕次郎、渡哲也、舘ひろし 他）- 『西部警察』シリーズ最終作

#### テレビ東京系
- AカップCカップ（主演：天知茂）

### テレビアニメ
- 世界名作劇場 アルプス物語 わたしのアンネット（フジテレビ）
- 未来警察ウラシマン（フジテレビ）
- キャプテン（日本テレビ）
- 亜空大作戦スラングル（テレビ朝日）
- 聖戦士ダンバイン（名古屋テレビ）
- 愛してナイト（テレビ朝日）
- みゆき（フジテレビ）
- 光速電神アルベガス（テレビ東京）
- 装甲騎兵ボトムズ（テレビ東京）
- ななこSOS（フジテレビ）
- ミームいろいろ夢の旅（TBS）
- キン肉マン（日本テレビ）
- まんが日本史（日本テレビ）
- スプーンおばさん（NHK総合）
- パーマン（テレビ朝日）
- パソコントラベル探偵団（テレビ東京）
- 銀河疾風サスライガー（テレビ東京） - 『J9シリーズ』最終作
- タイムボカンシリーズ イタダキマン（フジテレビ） - 『タイムボカンシリーズ』最終作
- レディジョージィ（朝日放送）
- ストップ!! ひばりくん!（フジテレビ）
- ベムベムハンターこてんぐテン丸（フジテレビ）
- プラレス3四郎（TBS）
- 魔法の天使クリィミーマミ（日本テレビ）
- 超時空世紀オーガス（毎日放送）
- サイコアーマー ゴーバリアン（テレビ東京）
- キャッツ♥アイ（日本テレビ）
- 特装機兵ドルバック（フジテレビ）
- キャプテン翼（テレビ東京）
- 伊賀野カバ丸（日本テレビ）
- 銀河漂流バイファム（毎日放送）
- 子鹿物語（NHK総合）

### 特撮番組
- 科学戦隊ダイナマン（テレビ朝日）
  - 出演：沖田さとし、春田純一、卯木浩二、時田優、萩原佐代子、島田順司、渡部猛、石橋雅史、林健樹、香野麻里、藤山律子 他
- 宇宙刑事シャリバン（テレビ朝日）
  - 出演：渡洋史、降矢由美子、西沢利明、鈴木正幸、飯塚昭三 他
- アンドロメロス（TBS）
  - 出演（声）：安宅誠、堀内賢雄、小滝進、水倉久美子 他
- ペットントン（フジテレビ）
  - 出演：高橋利安、佐渡稔、東啓子、斉藤晴彦、丸山裕子、八代駿 他

### 報道・情報番組
- NHKニュースワイドローカル（NHK総合）
- 経済ジャーナル（NHK総合）[29]
- ルンルンあさ6生情報（日本テレビ）
- サンデースクエア（日本テレビ）
- JNNおはようニュース&スポーツ（TBS）[7]
- 情報デスクToday（TBS）[7]
- 首都圏レーダー（テレビ朝日）
- びっくりUSA（テレビ朝日）
- TVスクープ（テレビ朝日）[7]
- レディス4（テレビ東京）
- 独占スタージャック!→NEWスタージャック（テレビ東京）
- TVフォーカス〜NEWSだけがNEWSじゃない〜（テレビ東京）[7]
- 5夜連続シリーズ スーパーTV（テレビ東京）[7]
- すてきな出逢い いい朝8時（毎日放送）

### スポーツ番組
- サンデースポーツ9（日本テレビ）[7]
- スポーツ特集(TBS)[7]
- サントリー スポーツ天国（フジテレビ）[7]
- 速報!TVスタジアム（テレビ朝日）
- スポーツTODAY（テレビ東京）[7]
- メガTONスポーツスタジオ（テレビ東京）[7]
- サンデードラゴンズ（中部日本放送）
- THE フィッシング（テレビ大阪）

### バラエティ番組
- スーパーJOCKEY（ステレオ）（日本テレビ）
- 日曜笑待席（第2期）（日本テレビ）
- ペアで挑戦!目方でドン（日本テレビ）[注 31]
- 恋はショッキング!（日本テレビ）[注 32]
- 突撃HOTスタジオ!（TBS）
- 笑ってポン!（TBS）
- たけしのお笑いサドンデス（TBS）
- パソコン宇宙大作戦（TBS）
- TVジョーカーズ笑（TBS）
- 三枝のドバーッとファイト!!（毎日放送）
- もっとものまねショー（フジテレビ）
- GOGOギネス世界一（フジテレビ）
- みんな出て恋恋来い!（フジテレビ）
- タケちゃんの思わず笑ってしまいました（フジテレビ）
- やすきよ笑って日曜日（テレビ朝日）
- 鉄矢のとんからりん（テレビ朝日）
- 新伍の笑エティ教室（テレビ朝日）[29]
- おもしろ演芸決定版（テレビ東京）
- 日曜笑劇場 やっさんのはちゃめちゃ捕物帖（朝日放送）

### クイズ番組
- おもしろクイズBOX（日本テレビ）[7]
- クイズ笑って許して!（日本テレビ）
- 全国高等学校クイズ選手権（日本テレビ）
- わくわく動物ランド（TBS）
- 世界まるごとHOWマッチ（毎日放送）[7]
- クイズやじうまスコップ（フジテレビ）
- 何かとワイド面白地球（テレビ朝日）[7]
- クイズ地球まるかじり（テレビ東京）[7]
- クイズクロス5（テレビ新広島）

特別番組
- タモリのスター対抗クイズ大集合（TBS、10月2日）
- 史上最大!第7回アメリカ横断ウルトラクイズ（日本テレビ、10月20日 - 11月10日）
- ウルトラスペシャル 全国高等学校クイズ選手権（日本テレビ、12月31日）

### 音楽番組
- ザ・ヒットステージ（TBS）
- ザ・ベストヒット'83（ステレオ）（テレビ朝日）
- そーっと歌ってみよう→わがまま気ままベストワン!!（テレビ朝日）

特別番組
- サンスター・ポール・モーリア・スペシャル（ステレオ）（日本テレビ、1月15日、サンスター1社提供）[3] - 前年10月24日、東京厚生年金会館でのライブ公演を収録。音声は32チャンネルマルチのデジタル録音。
- ザ・ベストテンフェスティバル（ステレオ）（TBS、4月7日）
- テレビから生まれた歌・30年!（ステレオ）（日本テレビ、8月28日）
- さよなら1983 ザ・ベストテン豪華版（ステレオ）（TBS、12月29日）

### 教養・ドキュメンタリー番組
- クローズアップ（NHK総合）
- おーい!はに丸（NHK教育）
- SEIKOワールドドキュメント（日本テレビ）
- （ドキュバラBEST5）OH!ワンダーランド（テレビ朝日）

### 紀行番組
- いっと6けん小さな旅（NHK総合、関東地方）

### 料理番組
特別番組
- 輝け!オールスター秋の番組対抗ウルトラ料理大賞（テレビ朝日、9月28日）
- 楽しく作る!!童話に出てくるお菓子の絵本（日本テレビ、12月4日）

### 深夜番組
- オールナイトフジ（フジテレビ）[7]

特別番組
- ライオンスペシャル '83クリスマスキャロル 聖夜だヨ!120分（TBS。12月24日）

### 単発特別番組枠
- 水曜大特バン（テレビ東京）[注 33]
- 木曜（→金曜）おもしろバラエティ（フジテレビ）
- '83サマースペシャル（テレビ朝日）
- 月曜スペシャル（第2期）（テレビ東京）
- 火曜スーパーワイド（テレビ東京）

### 特別番組
- テレビジョン その時代（NHK教育、2月13日 - 2月20日、全7回）[5]
- ドラえもん・ヨーロッパ鉄道の旅（テレビ朝日、10月18日）

### 既存番組の音声多重化

#### 2音声多重放送化
- 火曜サスペンス劇場（日本テレビ）- 3月1日から。副音声は、目の不自由な人向けの解説放送「アイ・パートナー」を実施。

## この年の主なキャンペーン
- 「おもしろまじめ 4チャンネル」（日本テレビ、4月期）- 徳光和夫・小林完吾両アナウンサー（当時）を同局の開局30周年記念キャンペーンキャラクターに起用、娯楽系番組の『面白さ』（徳光）と、報道系番組の『まじめさ』（小林）を兼ね備え、前面に打ち出した。同じくしてこの年の4月5日、フジテレビ系『笑っていいとも!』の「テレフォンショッキング」に徳光と小林が、当時日テレ社員という身分でありながらも、他局番組に初めて出演した（局の枠を超えて番組に出演したのもこれが史上初であった）。